# APAL

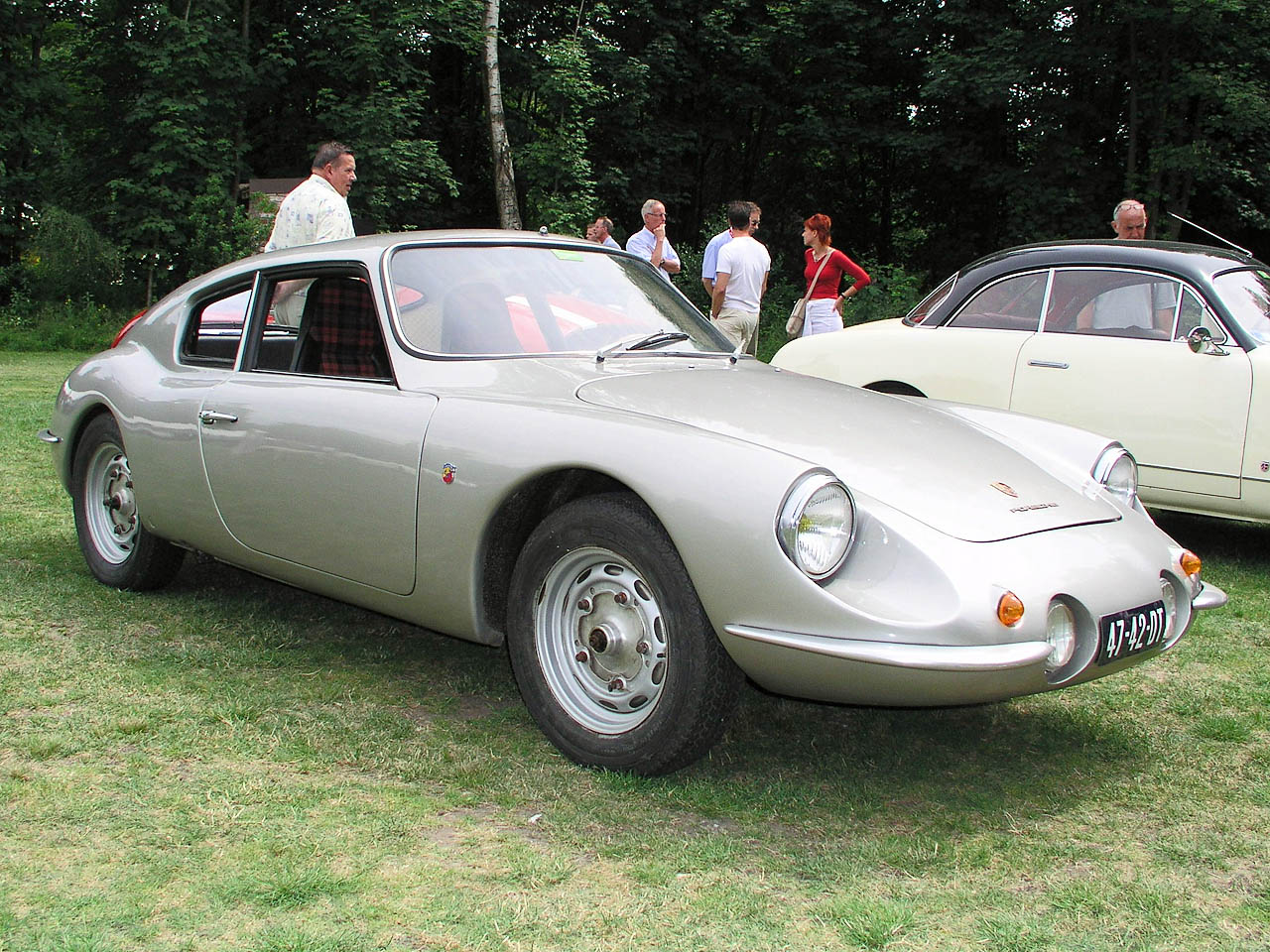
De APAL Coupé werd geproduceerd van 1961 tot 1965 als polyester carrosserie op Volkswagen Kever chassis.

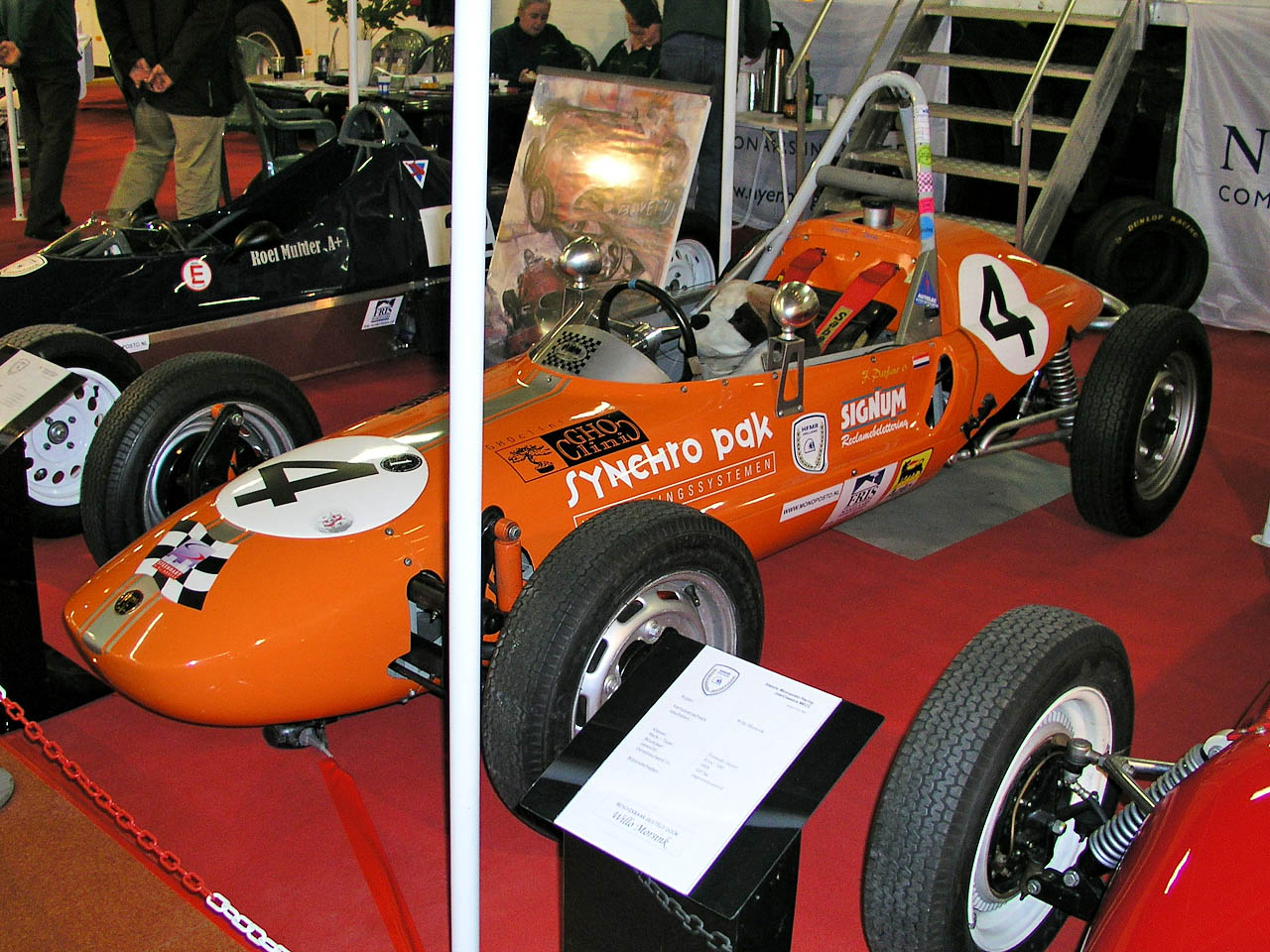
APAL Formule V Monoplace uit 1966.

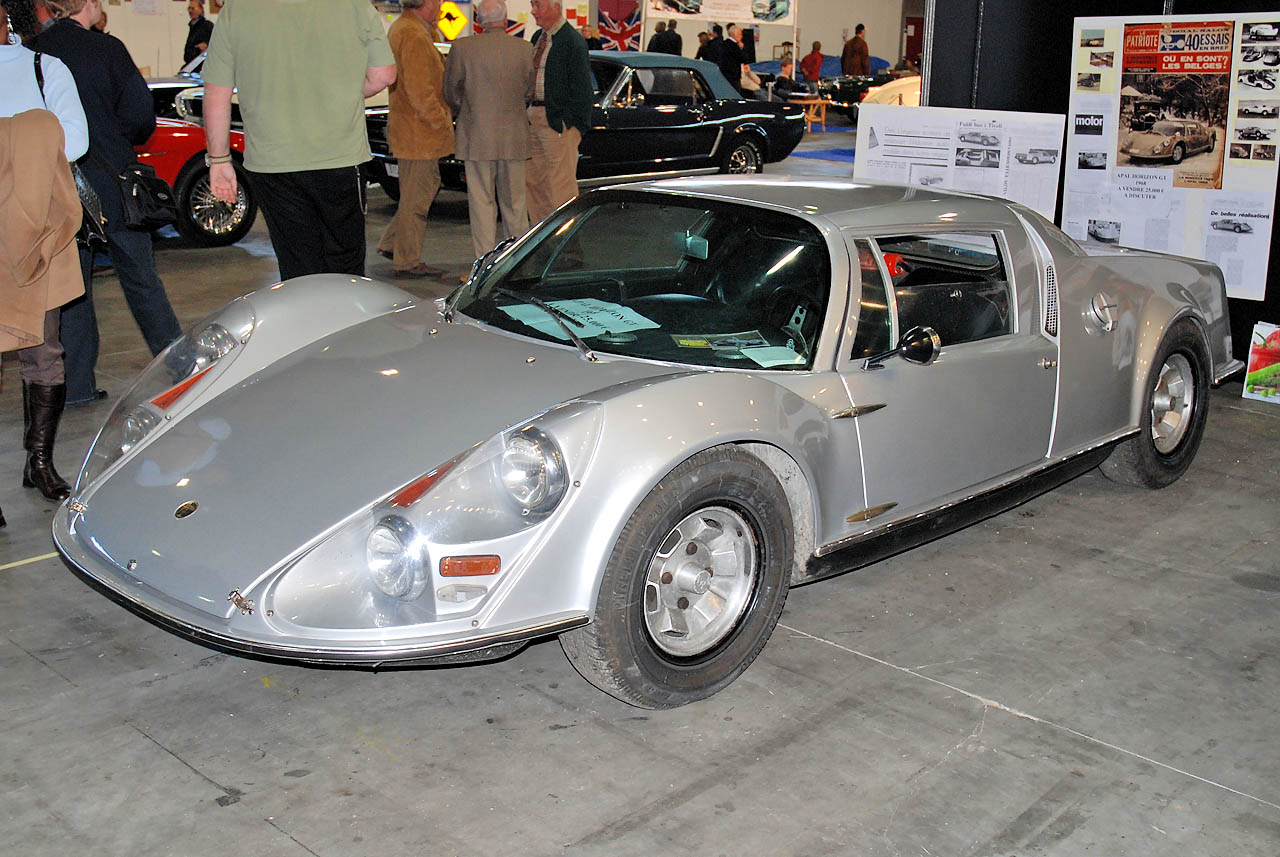
De APAL Horizon GT is een sportwagen met centraal geplaatste motor en werd in een kleine serie tussen 1968 en 1969 gemaakt.

APAL (Application Polyester Armé Liège) is een Belgisch bedrijf, opgericht in 1961 door Edmond Péry. Het bedrijf deed mee in de Formule Vee.
Apal is bekend geworden door de bouw van buggy's met opbouw uit vezelversterkt polyester. Deze konden geplaatst worden op een chassis van de Volkswagen Kever. Voor de tweepersoons-versie (Buggy C) moest het Kever-chassis met 27,3 cm worden ingekort; de vierpersoons-versie (Buggy L) paste op een onverkort chassis. Brede velgen, kuipstoelen en een open dak maakten de buggy compleet. Van deze twee versies werden van 1969 tot 1981 circa 5.500 exemplaren geproduceerd. Daarmee is het het populairste model van Apal ooit.
De eerste Apal was de in 1961 gepresenteerde Apal Coupé op Keverbasis. Daarvan werden er tussen 1961 en 1965 circa 150 verkocht. Van 1966 tot 1967 bouwde Apal een coupé-opbouw voor de Triumph Spitfire. Van 1967 tot 1968 bouwde het bedrijf op basis van de Renault 4 een vijftigtal Muschangs; kleine open terreinwagentjes, voornamelijk met tweewielaandrijving. Een tiental kreeg wel vierwielaandrijving.
In 1968 volgde de Samtrack. Dit was ook een klein terreinwagentje met mechaniek van de Volkswagen 1600, maar op een speciaal voor deze wagen ontwikkeld buizenchassis. Hij had drie plaatsen vooraan en met achterbank was er plaats voor vijf.
In 1969 bouwde men de Auki, weer op een Kever-onderstel. Dit was een ontwerp van twee Zwitsers naar het model van de Ford Model T. De mallen werden drie jaar later gewisseld met een Engelse constructeur tegen mallen voor de buggy Jet die Apal zelf met wat wijzigingen geproduceerd heeft.
Van 1981 tot 1998 produceerde Apal de Speedster, een replica van de Porsche 356 Speedster. Opnieuw een wagen gebouwd op een ingekort Kever-chassis. Er werden circa 700 Speedsters verkocht. Met het stoppen van de productie van de Speedster kwam bij Apal definitief een eind aan de autoproductie.
In 1986 presenteerde Apal de Francorchamps op het Brusselse Autosalon. De wagen was ontworpen in opdracht van Amerikaanse investeerders, maar kwam door een koersval van de dollar nooit in productie. De twee wagens die op het Autosalon stonden zijn de enige twee die ooit gebouwd zijn.
Een bedrijf uit Duitsland nam de mallen voor de buggy's over, maar door strenger geworden eisen werd de productie van deze wagens omstreeks 1996 gestaakt.
Edmond Péry is nog steeds directeur van Apal et Sunset, dat sinds 1972 gespecialiseerd is in het vervaardigen van badkamers.